# Arthur Böhtlingk
Arthur Heinrich Böhtlingk, född den 19 maj 1849 i Sankt Petersburg, död den 15 november 1929 i Karlsruhe,, var en tysk historiker, brorson till Otto von Böhtlingk.
Böhtlingk var 1886–1919 professor i historia och litteratur vid tekniska högskolan i Karlsruhe. Han skrev bland annat Die holländische Revolution und der deutsche Fürstenbund (1874), Napoleon Bonaparte, seine Jugend und sein Emporkommen (2 band, 1877–1878; 2:a upplagan 1883), Napoleon Bonaparte und der Rastatter Gesandtenmord (1883), Zum Rastatter Gesandtenmord (1895) samt dramerna König Konrad och Franz von Sickingen.